# Ryan Zimmerman
Ryan Wallace Zimmerman, född den 28 september 1984 i Washington i North Carolina, är en amerikansk före detta professionell basebollspelare som spelade 16 säsonger i Major League Baseball (MLB) 2005–2019 och 2021. Zimmerman var främst tredjebasman, men spelade mot slutet av karriären ofta som förstabasman.
Zimmerman spelade under hela sin MLB-karriär för Washington Nationals. Totalt spelade han 1 799 matcher under grundserien och hade ett slaggenomsnitt på 0,277, 284 homeruns och 1 061 RBI:s (inslagna poäng).

## Karriär

### College
Zimmerman spelade under sin collegetid för Virginia Cavaliers i National Collegiate Athletic Association (NCAA).

### Major League Baseball
Zimmerman draftades av Washington Nationals 2005 som fjärde spelare totalt och debuterade i MLB den 1 september samma år.
Zimmerman vann under karriären en World Series (2019), togs ut till två all star-matcher (2009 och 2017) samt vann två Silver Slugger Awards (2009 och 2010) och en Gold Glove Award (2009).
I februari 2022 tillkännagav Zimmerman att han avslutade karriären. Han var då etta genom tiderna för Nationals i de flesta offensiva kategorier, till exempel matcher (1 799), hits (1 846), homeruns (284), doubles (417), RBI:s (1 061), poäng (963) och total bases (3 159).

## Privatliv
Zimmerman har fyra barn tillsammans med sin fru Heather.